# Trata de blancas (Sorolla)
Trata de blancas es una obra del pintor español Joaquín Sorolla, quien la ejecutó en 1894 y firmó en 1895, donde se aborda el tema de la prostitución desde una perspectiva conmiserativa. Se encuadra dentro de aquellas pinturas que Sorolla realizó durante su etapa de consolidación el marco del realismo social en un momento de popularidad del mismo. El componente de denuncia de la obra se refleja de forma especial en la elección del título.
Está ejecutada al óleo sobre lienzo y mide 166.5 centímetros de alto por 195 cm de ancho. Pertenece al Museo Sorolla, aunque ha sido expuesta en otras galerías de arte, como el Museo del Prado. Asimismo, fue exhibida en Buenos Aires en 1898.

## Análisis del cuadro
En el cuadro aparecen representadas un grupo de mujeres jóvenes vestidas a modo de campesinas con mantillas y pañuelos en sus cabezas que semejan estar dormitando, a excepción de la anciana de negro que las acompaña, la cual permanece despierta y vigilante. Es la alcahueta (proxeneta). Con el angosto espacio que se refleja en el cuadro, de un compartimento de tren, el pintor trata de simbolizar la imposibilidad de huir del destino. Sin embargo, la alusión a la prostitución se hace de una manera velada, revelándose una gran piedad por parte del autor de cara al tema.
La pintura fue objeto de críticas positivas y negativas, aunque destacaron especialmente estas últimas entre los ultramoralistas católicos del momento. Algunos de estos se quejaron de que un pintor tan sobresaliente como era Sorolla hubiese «manchado su hermoso y brillante pincel con el hollín de los lupanares», tachando a la obra de indecorosa junto con otras de temática parecida.